# Мягкотелка окаймлённая
Мягкотелка окаймлённая (лат. Cantharis lateralis) — вид жуков-мягкотелок. Обитают в лесах и лесостепях.

## Описание
Длина тела взрослых насекомых (имаго) 4,5—7,5 мм. Переднеспинка рыжая, иногда с двумя чёрными пятнышками. Надкрылья с узким рыжим боковым краем, в густых серых волосках.

## Распространение
Вид встречается в Европе (включая Грузию и Турцию), а также в Казахстане, Кыргызстане, Афганистане и Северной Африке